# مجلس عوام انگلستان
مجلس عوام انگلستان (به انگلیسی: House of Commons of England) مجلس سفلای (قوه مقننه) در پادشاهی انگلستان است که از زمان تشکیل در سدهٔ چهاردهم تا اتحاد انگلیس و اسکاتلند در سال ۱۷۰۷؛ هنگامی که مجلس عوام انگلیس جایگزین آن شد، مجلس عوام پارلمان انگلیس (که ولز نیز در آن قرار داده شده بود) وجود داشته‌است. در سال ۱۸۰۱، با اتحادیه انگلیس و ایرلند، مجلس عوام بریتانیا جایگزین آن نهاد شد.

## پیشینه
پارلمان انگلیس در امتداد مگنوم کنسیلیوم (Magnum Concilium شورای بزرگ سلطنتی) شکل گرفته؛ شورایی که در طی قرون وسطی به پادشاه انگلیس مشاوره می‌داد. این شورای سلطنتی که برای مدت کوتاهی تشکیل می‌شد، شامل کلیسای مذهبی، اشراف زادگان و نمایندگان شهرستان‌ها بود (معروف به "شوالیه‌های شایر"). وظیفهٔ اصلی شورا تصویب مالیات پیشنهادی شاه بود. در بسیاری از موارد، شورا پیش از اقدام به رأی‌گیری دربارهٔ مالیات، خواستار جبران شکایات مردم می‌شد؛ بنابراین، توان قانونگذاری شکل گرفت.
اولین پارلمانی که نمایندگان شهرهای بزرگ را دعوت کرد «پارلمان مونتفورت» در سال ۱۲۶۵ بود. در «پارلمان نمونه» ۱۲۹۵، نمایندگان بخش‌ها (شامل شهرها و شهرهای بزرگ) نیز پذیرفته شدند؛ بنابراین، این روال عرفی پذیرفت که هر استان دو شوالیهٔ شایر بفرستد، و هر بارو دو «بورگس» بفرستد. در ابتدا بورگس‌ها تقریباً کاملاً ناتوان بودند، در حالی که دارندهٔ حق نمایندگی هر یک از شهرستان‌های انگلیس به سرعت نیرومند شد؛ پادشاه می‌توانست به دلخواه به بخش‌ها حق اتحاد یا حق رأی بدهد؛ بنابراین نشان دادن هرگونه استقلال رای توسط بورگس می‌توانست منجر به محرومیت شهرهای آنها از پارلمان شود. شوالیه‌های بارو از موقعیت بهتری برخوردار بودند، هرچند که از همتایان نجیب و روحانی خود در پارلمانی که در واقع هنوز یک «مجلس» نبود، قدرت کمتری داشتند.

## شکل‌گیری جدایی (علیا و سفلا)
تقسیم پارلمان انگلیس به دو مجلس در زمان ادوارد سوم اتفاق افتاد: در سال ۱۳۴۱ عوام برای اولین بار جدا از اشراف و روحانیون ملاقات کردند و در طبقهٔ فوقانی واقعی، و یک سالن پایین، با شوالیه‌ها و بورگس‌ها ایجاد کردند نشسته در پایین، آنها آنچه را که به مجلس عوام معروف شد تشکیل دادند، در حالی که روحانیون و اشراف به مجلس اعیان تبدیل شدند. اگرچه آنها هنوز هم از تاج‌وتخت و لردان پیروی می‌کردند، اما عوام با جسارت روزافزونی عمل کردند. در طی «پارلمان خوب» سال ۱۳۷۶، عوام «سر پیتر دلا ماره» را مأمور کرد تا شکایت‌ها را از مالیات‌های سنگین، تقاضای حساب‌رسی از هزینه‌های سلطنتی و انتقاد از مدیریت ارتش توسط شاهان را به لردها اعلام کند.